# 湊川公園站
湊川公園站（日语：／ Minatogawa-Kōen eki */?）是位於日本兵庫縣神戶市兵庫區，屬於西神·山手線的鐵路車站。車站編號是S06。

## 歷史
- 1983年（昭和58年）6月17日：開始營業。
- 1993年（平成5年）7月9日 : 開通快速列車，部份列車不停靠本站。
- 1995年（平成7年）
  - 1月17日 : 發生阪神大地震，路線不通而暫時停駛。
  - 2月16日 : 恢復列車行駛。
  - 7月21日 : 震災後停駛的快速列車正式廢止。
- 2011年（平成23年） : 以兩年為期間，在車站站名下方加上「川崎醫院前」（川崎病院前）廣告字樣[1][2]。

## 車站結構
地下2樓設有大堂與閘口，地下3樓是島式月台的地底車站。（地下1樓是神戶電鐵湊川站大堂）
車站主題是「河流與橋樑」。

### 月台配置
| 月台 | 路線        | 目的地                 |
| ---- | ----------- | ---------------------- |
| 1    | 西神·山手線 | 三宮、新神戶、谷上方向 |
| 2    | 西神·山手線 | 名谷、西神中央方向     |

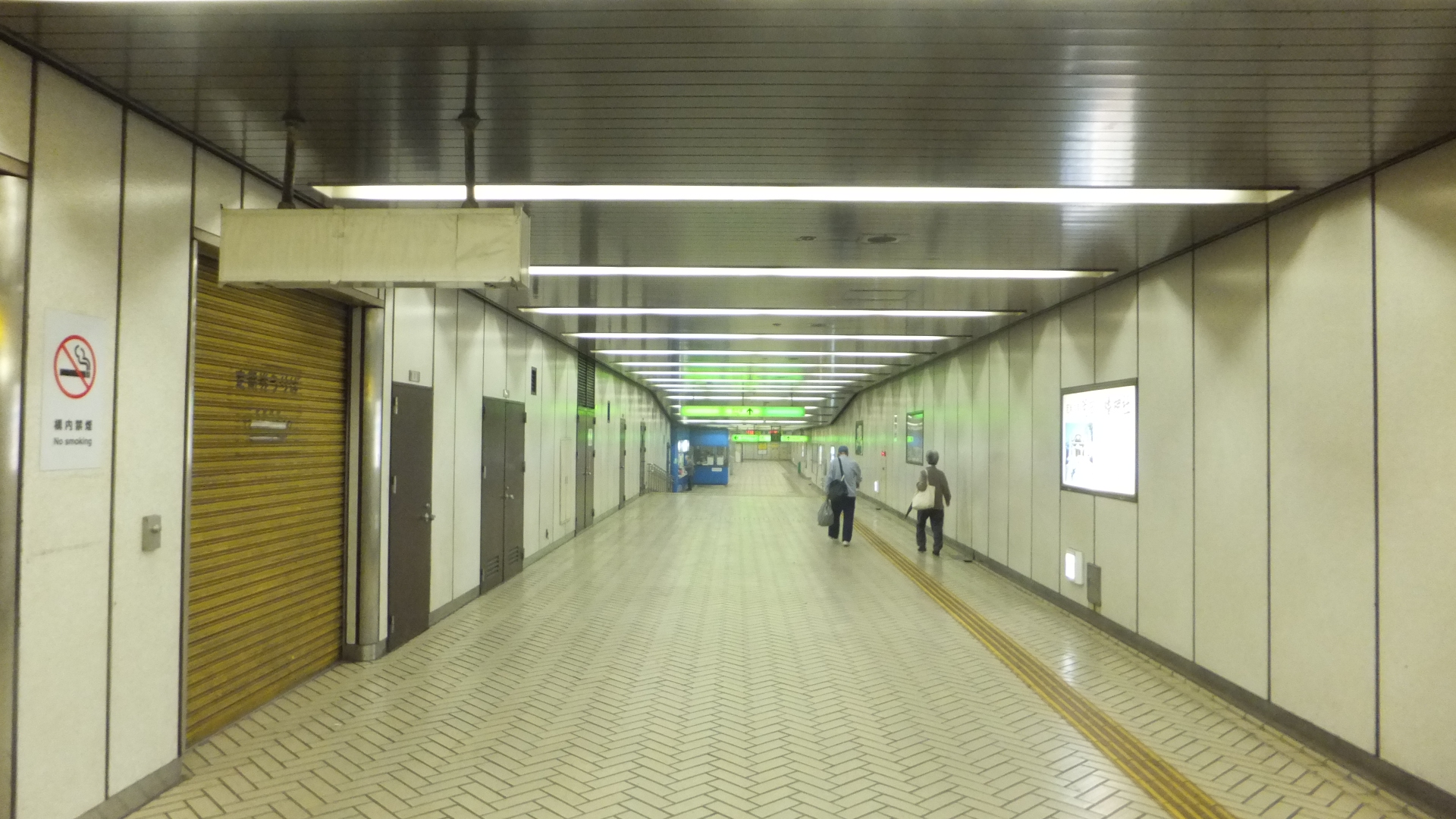
聯絡通道
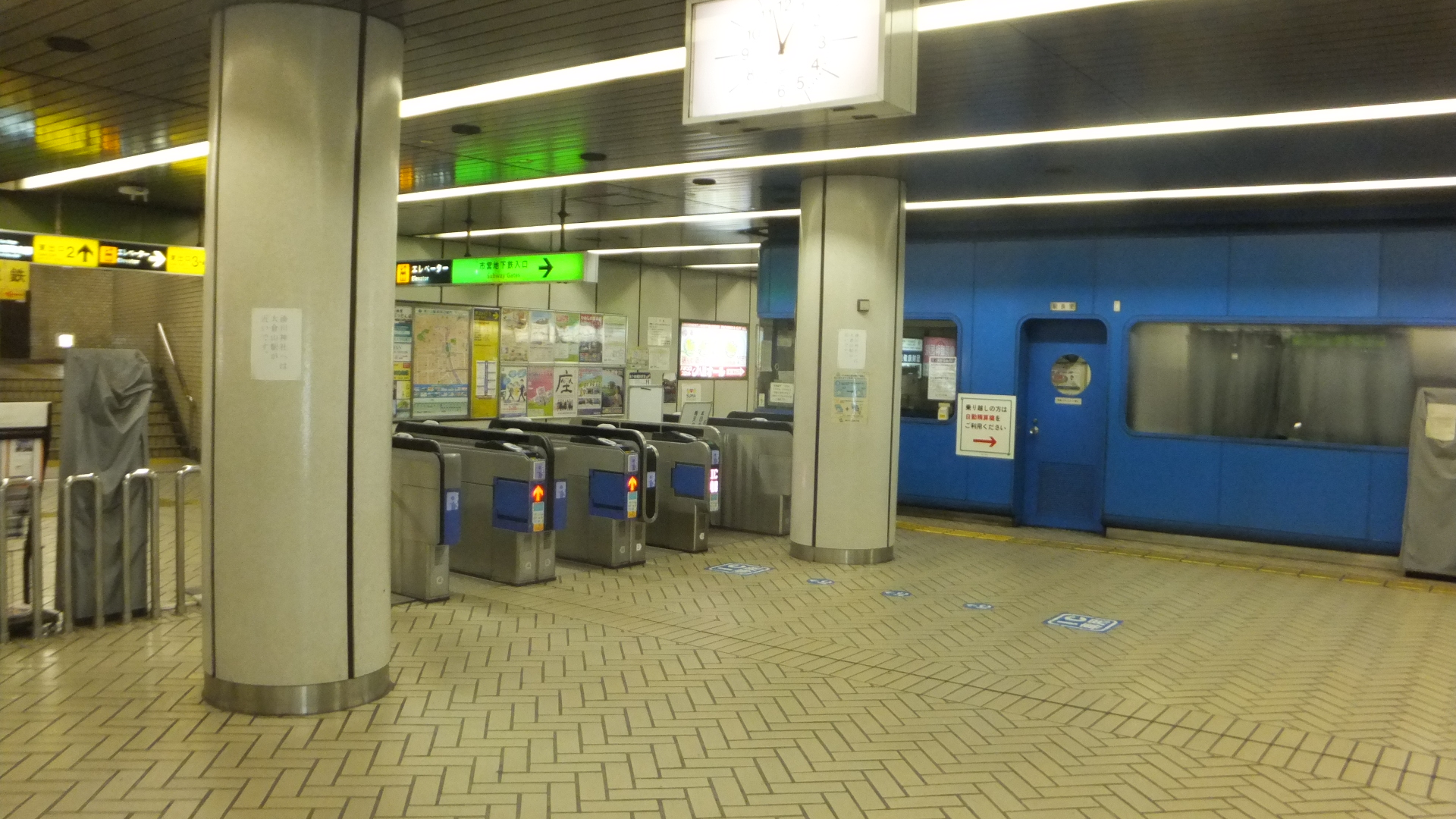
自動閘機
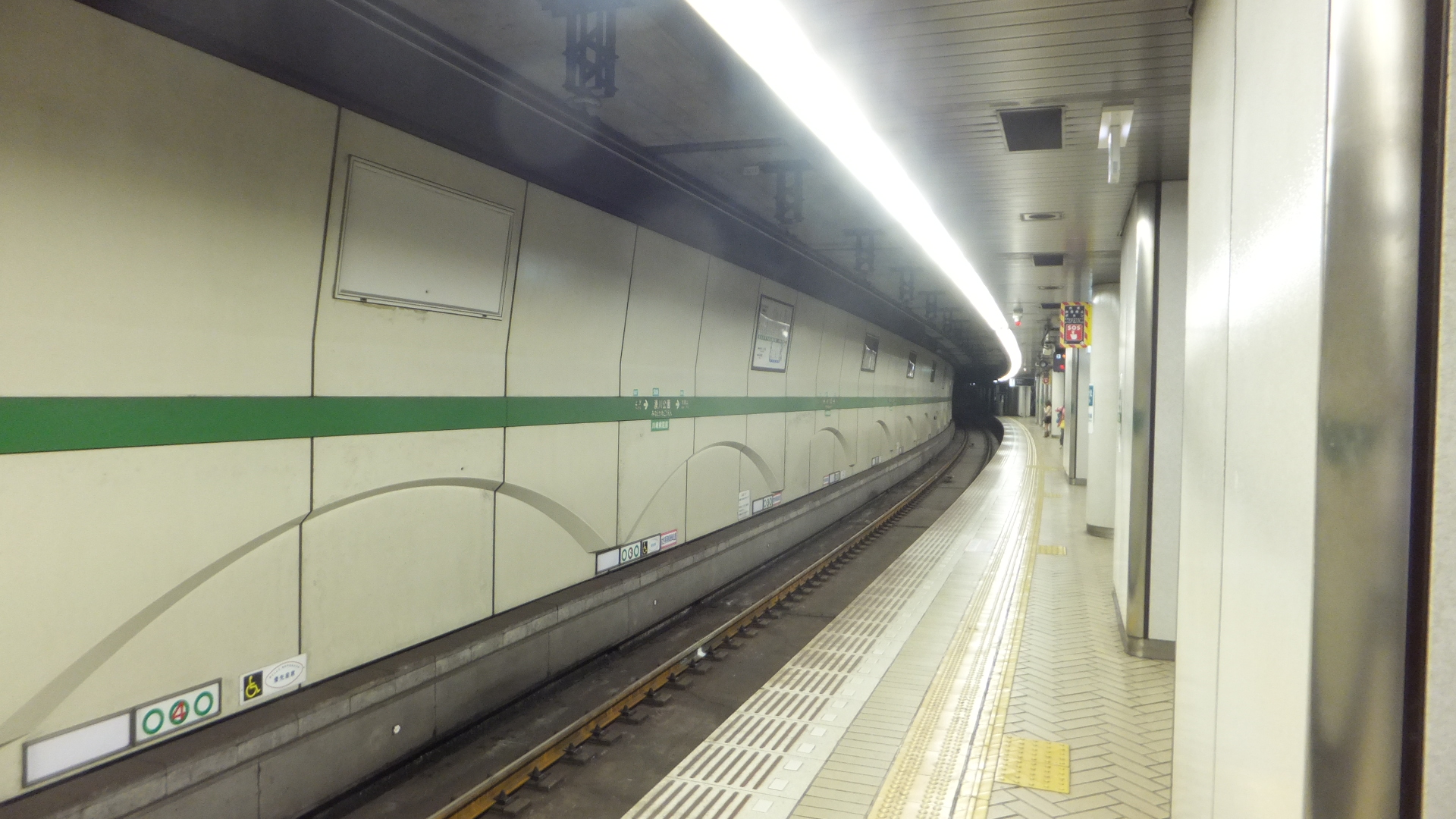
1號月台

## 使用情況
2016年（平成28年）度1日平均上車人次為10,486人。
近年1日平均上車人次推移如下表。
| 年度               | 1日平均 上車人次 |
| ------------------ | ---------------- |
| 1995年（平成07年） | 13,958           |
| 1996年（平成08年） | 13,675           |
| 1997年（平成09年） | 12,903           |
| 1998年（平成10年） | 12,227           |
| 1999年（平成11年） | 11,597           |
| 2000年（平成12年） | 10,597           |
| 2001年（平成13年） | 13,105           |
| 2002年（平成14年） | 12,488           |
| 2003年（平成15年） | 12,198           |
| 2004年（平成16年） | 11,891           |
| 2005年（平成17年） | 11,843           |
| 2006年（平成18年） | 11,838           |
| 2007年（平成19年） | 11,756           |
| 2008年（平成20年） | 11,590           |
| 2009年（平成21年） | 10,457           |
| 2010年（平成22年） | 10,314           |
| 2011年（平成23年） | 10,192           |
| 2012年（平成24年） | 10,202           |
| 2013年（平成25年） | 10,677           |
| 2014年（平成26年） | 10,585           |
| 2015年（平成27年） | 10,732           |
| 2016年（平成28年） | 10,486           |

## 相鄰車站
神戶市交通局（神戶市營地下鐵）
西神·山手線 
大倉山（S05）－湊川公園（S06）－上澤（S07）

## 外部連結
- 湊川公園站 （页面存档备份，存于） - 神戶市交通局